# Rosiczki Mirosławskie
Rosiczki Mirosławskie – torfowiskowy rezerwat przyrody w województwie zachodniopomorskim, w powiecie wałeckim, w gminie Mirosławiec, 4 km na północny wschód od Mirosławca, 0,12–0,2 km od północnego skraju drogi krajowej nr 10 (Mirosławiec-Wałcz). Leży w granicach Obszaru Chronionego Krajobrazu Pojezierze Wałeckie i Dolina Gwdy oraz obszaru siedliskowego sieci Natura 2000 „Mirosławiec” PLH320045.
Został utworzony na mocy zarządzenia Ministra Ochrony Środowiska i Zasobów Naturalnych z dnia 8 grudnia 1989. Zajmuje powierzchnię 20,82 ha (akt powołujący podawał 20,83 ha).
Celem ochrony jest zachowanie torfowiska pojeziornego o charakterze naturalnych trzęsawiskowych mszarów z bogatą florą mszaków oraz liczną populacją trzech gatunków rosiczek, jak też innych gatunków roślin, w szczególności: modrzewnicy pospolitej (Andromeda polifolia), turzycy ciborowatej (Carex bohemica), rosiczki okrągłolistnej (Drosera rotundifolia), rosiczki pośredniej (Drosera intermedia), turzycy bagiennej (Carex limosa), bagna zwyczajnego (Ledum palustre), przygiełki białej (Rhynchospora alba), pływacza drobnego (Utricularia minor), zwierząt, w szczególności: bielika (Haliaeetus albicilla), żurawia (Grus grus), dzięcioła zielonego (Picus viridis), lerki (Lullula arborea) oraz grzybów, w szczególności hełmówki błotnej. Chronione są naturalne, dystroficzne zbiorniki wodne, torfowiska przejściowe i trzęsawiska, obniżenia na podłożu torfowym z roślinnością ze związku Rhynchosporion oraz siedliska o znaczeniu priorytetowym: torfowiska wysokie z roślinnością torfotwórczą, bory i lasy bagienne (Vaccinio uliginosi-Betuletum pubescentis, Vaccinio uliginosi-Pinetum sylvestris).
Rezerwat znajduje się na terenie Nadleśnictwa Mirosławiec (leśnictwo Nieradź). Nadzór nad rezerwatem sprawuje Regionalny Konserwator Przyrody w Szczecinie. Na mocy planu ochrony ustanowionego w 2008 roku, obszar rezerwatu objęty jest ochroną czynną.